# Mau Penisula
Mau Penisula (ur. 15 marca 1979 na Wyspach Marshalla) – piłkarz, prawy napastnik, były zawodnik Tofaga FC, All Whites FC czy Nasinu FC. Zakończył karierę piłkarską 1 stycznia 2022 roku, po wygaśnięciu kontraktu z Nasinu FC.
Mau Penisula rozpoczął swoją profesjonalną karierę w FC Tofaga, jednym z czołowych klubów w Tuvalu. W latach 1999–2010 był kluczowym zawodnikiem drużyny, przyczyniając się do zdobycia wielu krajowych trofeów, w tym:
- NBT Cup: 2006, 2007, 2008, 2011[3]
- Independence Cup: 2006, 2010[3]

## Kariera w Fidżi (2011–2022)[4]
Po opuszczeniu Tuvalu, Penisula kontynuował karierę w Fidżi, reprezentując kilka klubów:
- Lami All Whites FC (2011–2012)
- Addisbrough FC (2013–2015)
- Bureta FC (2014–2015, 2017)
- Lakeba Strikers (2016)
- League FC (2018–2019)
- Nasinu FC (2020–2022)

## Kariera reprezentacyjna

### Reprezentacja Tuvalu w piłce nożnej (2003–2012)
Mau Penisula jest drugim zawodnikiem pod względem liczby występów w reprezentacji Tuvalu, rozgrywając 14 meczów międzynarodowych. Brał udział w dwóch edycjach Igrzysk Pacyfiku, w 2003 i 2011.